# Dino De Poli
Dino De Poli (Treviso, 24 agosto 1929 – Treviso, 22 luglio 2020) è stato un politico italiano, presidente della Fondazione Cassamarca per 26 anni, dalla sua istituzione nel 1992 al 2018.

## Biografia
Avvocato di professione, cresciuto nell'Azione Cattolica, era entrato nella Democrazia Cristiana militando nella corrente della sinistra di base. Assessore comunale, nel 1968 era stato eletto alla Camera dei deputati e in seguito era stato presidente dell'Ente Nazionale Cellulosa.
Come presidente della banca, è stato determinante nella ricostruzione urbanistica di Treviso con robusti investimenti in quartieri ed edifici in degrado. Ha recuperato il Teatro comunale, la cittadella universitaria, l'ex ospedale San Leonardo. Ha anche creato la cittadella Appiani e trasferito fuori città sedi di enti ed uffici pubblici tra cui la Questura e la Guardia di finanza.
De Poli è morto il 22 luglio 2020 all'età di 90 anni.

## Vita privata
Era sposato con Renza e aveva due figli.